# اسلام‌آباد (چاراویماق)
اسلام‌آباد یکی از روستاهای استان آذربایجان شرقی است که در دهستان چاراویماق جنوب غربی بخش مرکزی شهرستان چاراویماق واقع شده‌است.

## موقعیت جغرافیایی
اسلام‌آباد برسر راه قره‌آغاج به آبگرم قرار گرفته و چشمه‌های متعدد و چشم‌اندازهای سرسبزی دارد.